# オーステッド
オーステッド（デンマーク語: Ørsted A/S）は、デンマーク・フレゼリシアに本拠を置く電力会社。風力発電を中心に世界10カ国以上で事業を展開している。ナスダック・コペンハーゲン上場企業（Nasdaq Nordic ORSTED）。

## 沿革
1972年に設立された国営石油・ガス会社のDansk Naturgas A/Sがルーツとなる。同社はDansk Olie og Naturgas A/Sと改名し、頭文字を取ってDONGと呼ばれるようになった。2000年代に入り同社は電力事業に進出し、先行して洋上風力発電に投資していたElsam A/Sなどの電力会社と2006年に合併し、ドン・エナジー（Dong Energy A/S）が設立された。
近年は洋上風力発電への投資を盛んに行っており、2013年にシーメンスと共同でユトランド半島沖にデンマーク最大の洋上風力発電所であるAnholt Offshore Wind Farmを、2017年にVindeby Offshore Wind Farmをそれぞれ完成させた。イングランド北東部沖合のHornsea Wind Farmの建設に2016年以降着手し、アジア地域では台湾・彰化県沖の洋上風力発電プロジェクトを受注した。
2016年6月、コペンハーゲン証券取引所に株式公開を行った。2017年10月、石油・ガス事業をイギリスの石油化学会社イネオスに売却し、社名をデンマークの物理学者ハンス・クリスティアン・エルステッドにちなみオーステッドへと改めた。
海外事業が売上の4分の3以上となっている。株式の過半数をデンマーク政府が保持している。

## 日本におけるオーステッド
日本法人「オーステッド・ジャパン株式会社」（Orsted Japan K.K.）は、2019年5月に設立、現在は東京（東京ミッドタウン日比谷・日比谷三井タワー）にオフィスを持つ。2019年1月、東京電力ホールディングスと風力発電事業において協業する覚書を締結、2020年3月、同社との共同出資で「銚子洋上ウインドファーム株式会社」を設立した。